# Passage pour le paradis
Pour plus de détails, voir Fiche technique et Distribution.
Passage pour le paradis (Passaggio per il paradiso) est une comédie britannico-franco-italienne réalisée par Antonio Baiocco (it) et sortie en 1996.

## Fiche technique
- Titre original italien : Passaggio per il paradiso[1]
- Titre français : Passage pour le paradis[2]
- Titre anglais : Gentle Into the Night (Royaume-Uni) ; Passage to Paradise (États-Unis)
- Réalisation : Antonio Baiocco (it)
- Scénario : Antonio Baiocco (it), Fabrizio Bettelli
- Photographie : Blasco Giurato
- Montage : Ugo De Rossi (it)
- Musique : Pat Metheny
- Décors : Luciano Calosso (it)
- Costumes : Enrica Barbano (it)
- Production : Massimo Cristaldi, Wieland Schulz-Keil, Laura Bernieri, David Bowie, Robert Goodale
- Sociétés de production : Cristaldi Pictures (Rome), MC4 (Paris), Gargantua Screen & Stage Entertainment (Londres)
- Pays de production :  Italie -  France -  Royaume-Uni
- Langue originale : italien
- Format : Couleurs - 2,35:1 - Son Dolby Digital - 35 mm
- Genre : Comédie
- Durée : 97 minutes
- Dates de sortie :
  - Italie : 1996 (visa délivré le 17 mai 1996)
  - France : 17 juin 1998[2]

## Distribution
- Julie Harris : Martha McGraw
- Tchéky Karyo : Renato
- Mariano Rigillo : Lorenzo
- Vittoria Belvedere : Serena
- Tomas Arana : Harrison
- Adelaide Aste : Estellina